# سید علی آل داود
سید علی آل داود حقوقدان، نویسنده و پژوهشگر ایرانی است.

## زندگی
سید علی آل داود در ۱۳۳۱ در خور (اصفهان) مرکز شهرستان خور و بیابانک به دنیا آمد. پدرش سید عبدالحسین ادیب آل داود (۱۳۱۴–۱۳۸۶ قمری) از کارکنان وزارت معارف (وزارت آموزش و پرورش سابق) بود. عموی آل داود حبیب یغمایی نویسنده و شاعر و صاحب امتیاز و مدیر مسئول مجله یغما است. آل داود نواده اسدالله منتخب السادات یغمایی (۱۲۷۹–۱۳۵۰ق) از شاعران و دبیران منطقه خور است که خود نسب به یغمای جندقی شاعر مشهور عصر قاجار می‌برد.
آل داود تحصیلات خود را تا سال پنجم دبیرستان در زادگاهش گذراند و از دبیرستان ادب اصفهان دیپلمه شد. در ۱۳۴۹ برای ادامه تحصیل به تهران آمد و از دانشکده حقوق سیاسی دانشگاه تهران لیسانس گرفت. چندی به تحصیل در مقطع فوق لیسانس در رشته جامعه‌شناسی در دانشگاه تهران پرداخت، ولی آن را ناتمام رها کرد .
در ۱۳۵۱ هنگامی که در دانشکده حقوق تحصیل می‌کرد، با راهنمایی و معرفی حسین خدیو جم به بنیاد فرهنگ ایران راه یافت و یکسال بعد مدیر داخلی مجله یغما شد و چندی را با این مجله همکاری داشت. در ۱۳۵۵ دیگر بار همکاری خود را با بنیاد فرهنگ ایران از سر گرفت و از محضر استادانی چون پرویز ناتل خانلری، محمد پروین گنابادی، حسین خدیو جم، مهرداد بهار و محسن ابوالقاسمی بهره برد. .
از آذر ۱۳۵۷ به استخدام وزارت فرهنگ و هنر (وزارت فرهنگ و ارشاد اسلامی) درآمد و تا ۱۳۶۴ش در آنجا فعالیت داشت. شغل بعدی او وکالت دادگستری بود. آل داود از ۱۳۶۵ با مرکز دائرةالمعارف بزرگ اسلامی، به عنوان مؤلف و ویراستار آغاز همکاری کرد. حاصل این همکاری تألیف بیش از ۱۵۰ مقاله برای این دائرةالمعارف است. آل داود از ۱۳۷۴ به عنوان معاونت بخش ادبیات با فرهنگستان زبان و ادب فارسی در تألیف دانشنامه زبان و ادب فارسی در شبه قاره هند همکاری کرد. از دیگر فعالیتهای او نظارت علمی بر انتشار دانشنامه فرهنگ آثار ایرانی اسلامیاست. 
از آل داود تاکنون ۳۲ مجلد کتاب و حدود ۷۵۰ مقاله به چاپ رسیده‌است .

## برخی از کتابهای تألیفی
- کتابشناسی توصیفی خور بیابانک [۵]
- هفت اقلیم کتاب [۶]
- برگزیده اعجوبه و محبوبه [۷]
- ارج نامه حبیب یغمائی [۸]
- اسناد و نامه‌های امیر کبیر [۹]
- مجموعه آثار یغمای جندقی [۱۰]
- ارج نامه ذبیح‌الله صفا [۱۱]
- امیرکبیر و ناصرالدین شاه[۱۲]
- نخستین کوشش‌های قانون‌گذاری در ایران

## گزیده تصحیح و تحقیق
- نزهت الأخبار[۱۳]
- سفینه مراثی و نوحه‌ها[۱۴]
- تاریخ الفی[۱۵]
- جامع العلوم ستینی [۱۶]
- دیوان اشعار صفائی جندقی[۱۷]
- شاهنامه هاتقی خرجردی[۱۸]
- مثنوی شمس و قمر[۱۹]